# 中国人民解放军陆军炮兵第三十二师
炮兵第三十二师（英語：32nd Artillery Division），是曾经中国人民解放军陆军下属的反坦克炮兵师，1976年被撤销。

## 沿革
1951年1月以7军21师62团为基础，组建炮兵32师师部和炮兵405、406团；
1951年5月20日405、406团入朝，配属志愿军9兵团作战；
1951年8月炮32师师部改为沈阳炮兵第5学校；
1955年2月8日重建炮32师，以火箭炮22师师部改为炮32师师部，辖405、406团，炮14师408团划归建制；
1976年4月炮兵32师师部和408团撤消。